# Bracon surinamensis
Bracon surinamensis är en stekelart som beskrevs av Szepligeti 1906. Bracon surinamensis ingår i släktet Bracon och familjen bracksteklar. Inga underarter finns listade.